# Bayerfeld-Steckweiler
Bayerfeld-Steckweiler là một xã thuộc huyện Donnersberg, trong bang Rheinland-Pfalz, phía tây nước Đức. Xã Bayerfeld-Steckweiler có diện tích 8,6 km², dân số thời điểm ngày 31 tháng 12 năm 2006 là 451 người.